# 丫髻山 (杭州市)
丫髻山，又稱野雞山、喔麂山，是中华人民共和国浙江省杭州市富阳区的山峰。該山有兩個並列的山頭，形似丫髻，故而得名丫髻山。